# Pterospermum truncatolobatum
Pterospermum truncatolobatum là một loài thực vật có hoa trong họ Cẩm quỳ. Loài này được Gagnep. miêu tả khoa học đầu tiên năm 1909.